# Et barn er født i Betlehem
Et barn er født i Betlehem er en julesalme, der stammer fra den latinske middelaldersalme "Puer natus in Bethlehem".
Den danske version er blandt de populæreste julesange i Danmark.
Den danske tekst tilskrives oftest N.F.S. Grundtvig i 1820.
Hans Tausen oversatte i 1553 den latinske salme til dansk, mens Grundtvigs version først blev til i 1820.
Selskabet for Trykkefrihedens rette Brug udgav Grundtvigs tekst i december 1835 i et hæfte redigeret af F.C. Sibbern.

## Melodi
A.P. Berggreens melodi fra 1849 er skrevet på baggrund af en tysk visemelodi fra 1600-tallet.
I Wilhelm Hansen Musikforlags udgivelse Julens Melodier er melodien angivet som "dansk folkemelodi".
Johan Christian Gebauer komponerede en version der blev udgivet i Sange med Pianoforte-Accompagnement componerede af Joh. Chr. Gebauer. II. Børnesange.
Denne version er ikke blevet videre kendt.